# حادثه خمر - دابان
در ۵ اوت ۱۹۹۳، شش کوهنورد قزاقستانی در رشته کوه خمار-دابان در شرایط نامشخص جان باختند. این رویداد به رخداد گذرگاه دیتلوف تشبیه شده و نام آن را «گذرگاه دیاتلوف بوریاتیا» نهادند.
شش کوهنوردی که در این حادثه جان باختند، اعضای یک گروه پیاده‌روی هفت نفره به رهبری لیودمیلا کوروینا بودند. والنتینا اوتوچنکو تنها بازمانده این گروه بود. با وجود دریافت گزارش از طرف پلیس، هیچ بازرسی رسمی تا ۲۴ اوت انجام نشد. دو روز طول کشید تا هلیکوپترها بقایای اجساد را پیدا کنند، زیرا اوتوچنکو که در حالت بهت به سر می‌برد هنوز نتوانسته بود روایت خود را از آنچه اتفاق افتاده بازگو کند. بر اساس گزارش کالبد شکافی که بعداً انجام شد، همه قربانیان به جز کورووینا که بر اثر سکته قلبی جان خود را از دست داده بود، بر اثر هیپوترمی جان باختند.

## پیش زمینه
خمار-دابان، رشته کوهی در جنوب سیبری، در جمهوری بوریاتیا، روسیه، یک مکان محبوب برای پیاده‌روی گردشگران بود. در تابستان ۱۹۹۳، لیودمیلا کوروینا از باشگاه توریستی پتروپول «آزیموت»، که یک مربی باتجربه طبیعت گردی و یک استاد ورزش پیاده‌روی بود، گردشی چند روزه در کوه‌های خمار-دابان را برنامه‌ریزی کرد. شش تن از شاگردانش به او پیوستند: الکساندر «ساچا» کریسین، تاتیانا فیلیپنکو، دنیس شواچکین، والنتینا «والیا» اوتوچنکو، ویکتوریا زالسووا و تیمور باپانوف. کوروینا قبلاً تجربه پیاده‌روی در منطقه خمار-دابان را داشت و دانش آموزان برای این سفر با او تمرین کردند.
| Members of the hiking trip    | Members of the hiking trip   | Members of the hiking trip | Members of the hiking trip | Members of the hiking trip |
| Name (Romanization)           | Name in Cyrillic script      | Birthdate                  | Age                        | Sex                        |
| ----------------------------- | ---------------------------- | -------------------------- | -------------------------- | -------------------------- |
| Lyudmila Ivanovna Korovina    | Людмила Ивановна Коровина    | 21 November 1951           | 41                         | Female                     |
| Tatiana Yurievna Filipenko    | Татьяна Юрьевна Филипенко    | 5 January 1969             | 24                         | Female                     |
| Alexander Gennadievich Krysin | Александр Геннадиевич Крысин | 6 July 1970                | 23                         | Male                       |
| Denis Viktorovich Shvachkin   | Денис Викторович Швачкин     | 23 April 1974              | 19                         | Male                       |
| Valentina Utochenko           | Валентина Уточенко           | 18 September 1975          | 17                         | Female                     |
| Viktoriya Zalesova            | Виктория Залесова            | 23 October 1976            | 16                         | Female                     |
| Timur Balgabaevich Bapanov    | Тимур Балгабаевич Бапанов    | 15 July 1978               | 15                         | Male                       |

## سفر
گروه هفت نفره کوهنوردان به رهبری کوروینا در اوت ۱۹۹۳ با قطار به ایرکوتسک رسیدند. از تاریخ ۲ اوت ۱۹۹۳، سفر آنها از روستای مورینو، در امتداد رودخانه لانگوتای، از طریق گذرگاه لانگوتای، در امتداد رودخانه بارون-یونکاتسوک آعاز شد، بالا رفتن از کوه خانولو و در امتداد خط الراس آن انجام شد و به فلات حوضه رودخانه‌های آنیگتا و بایگا ختم شد. قرار بود گروه کوروینا در ۵ اوت با دخترش تلاقی کنند. دختر وی ناتالیا رهبر گروهی چهار نفره از کوهنوردان در آن منطقه بود. 
معلوم شد که دو روز اول پیاده‌روی بهتر از آنچه که گروه برنامه‌ریزی کرده بود، پیش رفته و آنها زمان خوبی را تا قله Retranslyator سپری کردند، با این حال، در ۴ اوت، زمانی که شروع به فرود می‌کردند، با یک طوفان باران غیرمنتظره مواجه شدند. کوروینا تصمیم گرفت در مکانی امن کمپ بزند، در حالی که گروه در تلاش خود برای ایجاد آتش در آن شب طوفانی ناکام ماند. آنها موفق شدند صبح روز بعد آتشی برپا کنند و قبل از ادامه مسیر با هم صبحانه خوردند.

## حادثه
به گفته والنتینا اوتوچنکو، تنها بازمانده، کریسین که در پشت دیگر اعضای گروه حرکت می‌کرد، در حین پایین آمدن از کوه، در ارتفاع ۲۳۹۶ متری (۷۸۶۱ فوت) شروع به فریاد زدن کرد. از چشم و گوشش خون می‌آمد و از دهانش کف خارج می‌شد. پس دویدن مسافتی در میان اعضای گروه با تشنج روی زمین افتاد و بعد بی حرکت ماند. کوروینا به سمت او دوید و سعی کرد او را به هوش بیاورد. لحظه ای بعد، او با همان علائم کریسین جیغ زنان تشنج کرد و سپس در کنار کریسین بی حرکت بر زمین افتاد. فیلیپنکو که دوان دوان ابتدا به کوروینا رسید، نفر بعدی بود که به زمین افتاد و طوری گلوی خودش را گرفت که انگار نمی‌توانست نفس بکشد. او به سمت صخره ای نزدیک خزید و سرش را به آن تکیه داد تا اینکه بی حرکت شد. زالسوا و باپانوف شروع به دویدن کردند و در حین دویدن، به زمین افتادند و با پرتاب خون از دهان و پنجه زدن به گلوی خود، لباس‌هایشان را پاره کردند و بی حرکت شدند. اوتوچنکو و شواچکین با عجله شروع به فرار کردند، اما اندکی پس از آن شواچکین نیز دچار تشنج شد. اوتوچنکو از کوه پایین دوید و در محلی دورتر برای شب چادرش را زیر پوشش درختان برپا کرد و به خواب رفت. روز بعد، او به محل مرگ دوستانش بازگشت تا وسایل مورد نیازش را از اطراف بدن بیجان آنها بیابد. به مدت چهار روز، او به امید اینکه کسی او را پیدا کند، خطوط برق را در پایین کوه دنبال می‌کرد. سپس به رودخانه ای رسید و مسیرش را در امتداد آن ادامه داد. در ۹ آگوست، او توسط گروهی از قایق‌رانان اوکراینی پیدا شد و او را به نزدیک‌ترین ایستگاه پلیس بردند و در آنجا در مورد او که بهت زده و ساکت بود پرونده تشکیل شد.

## امداد و نجات
اوتوچنکو چندین روز صحبت نکرد. جستجوی رسمی در ۲۴ اوت به رهبری یوری گولیوس انجام شد. از آنجایی که اوتوچنکو هنوز نتوانسته بود روایت خود را از وقایع بازگو کند، یافتن اجساد با استفاده از هلیکوپتر دو روز طول کشید. مشخص شد که بدن کوهنوردان تا حدی برهنه شده است. همه کوهنوردان مرده علائمی از کبودی و سیروز ریه داشتند. کالبد شکافی، که در اولاناوده انجام شد، به این نتیجه رسید که کریسین، فیلیپنکو، باپانوف، زالسووا و شواچکین بر اثر هیپوترمی درگذشتند و کوروینا دچار حمله قلبی شده. کمبود پروتئین به دلیل سوءتغذیه به عنوان یکی از عوامل مؤثر در مرگ آنها ذکر شد.

## نظریه‌ها
نظریه‌های متعددی برای توضیح علت مرگ کوهنوردان ارائه شده است. امدادگران والری تاتارنیکوف و ولادیمیر زینوف که در عملیات جستجو برای یافتن اجساد شرکت داشتند، ادعا کردند که امکان ندارد کوهنوردان از سرما مرده باشند. زینوف پیشنهاد کرد که آنها ممکن است بر اثر بیماری ارتفاع مرده باشند. ولادیمیر برزنکوف و عضو عملیات جستجو نیکلای فدرالوروف نیز معتقد بودند که کوهنوردان به دلیل امواج زیر صوت دیوانه شدند. یوری گولیوس، رهبر عملیات جستجو، مرگ آنها را ناشی از سهل انگاری کورووینا دانست و مدعی شد که دانش آموزانش را در طول کوه پیمایی گرسنگی داده و همین باعث کمبود ویتامین در آنها شده است. اوتوچنکو در مصاحبه ای در سال ۲۰۱۸ که توسط کومسومولسکایا پراودا انجام شد، این نظریه را که ممکن است کوروینا مسئول این مرگ‌ها بوده باشد، رد کرد. او معتقد است که علت مرگ کوهنوردان ادم ریوی بوده است.

### سرما زدگی
توضیح اول پیشنهاد می‌کند که کوهنوردان دقیقاً مطابق گزارش کالبد شکافی جان خود را از دست دادند، با تسلیم شدن به هیپوترمی پس از عدم موفقیت در برپا کردن آتش در پناهگاه شبانه. در هیپوترمی شدید، ممکن است توهمات و شنیدن و دیدن چیزهایی که وجود خارجی ندارند رخ دهد، که در آن صورت ممکن است فرد لباسهای خود را درآورد (توضیح می‌دهد که چرا کوهنوردان نیمه برهنه شده‌اند). و توهمات ممکن است بخش‌های خاصی از داستان اوتوچنکو را ناخواسته به صورت اغراق‌آمیز تغیر داده باشد، زیرا افرادی که تجربه‌ای آسیب‌زا داشته‌اند، اغلب جزئیات آن را به اشتباه به خاطر می‌آورند.

### مانور نظامی
یک نظریه نشان می‌دهد که کوهنوردان ممکن است به‌طور تصادفی با یک آزمایش نظامی ارتش روسیه که در کوهستان انجام شده، کشته شده باشند تا این آزمایش مخفی بماند. این نظریه به دلیل اینکه رشته کوه خمار-دابان یک منطقه عمومی است و افراد زیادی در طول فصل توریستی در آن تردد می‌کنند، غیرقابل باور تلقی می‌شد و آن را به مکان و زمان بعید برای انجام آزمایش‌های مخفی تبدیل می‌کرد.

### عوامل اعصاب
علائم توصیف شده توسط اتوچنکو شبیه مرگ توسط عوامل عصبی است. به ویژه کف کردن دهان و تشنج با مرگ ناشی از یک عامل عصبی قوی مطابقت دارد. کبودی ریه‌ها همچنین می‌تواند نشانه مرگ بر اثر گاز اعصاب باشد، زیرا تماس با آن ممکن است باعث ناراحتی تنفسی و ایست قلبی شود که با علت مرگ کورووینا هم مطابقت دارد. نوویچوک، خانواده ای از عوامل اعصاب که توسط اتحاد جماهیر شوروی و روسیه تا سال ۱۹۹۳ ساخته شدند و به عنوان مرگبارترین عامل اعصاب موجود شناخته می‌شوند، طبق گزارش‌ها در مناطق نزدیک خمار-دابان آزمایش شده است.

### آب آلوده

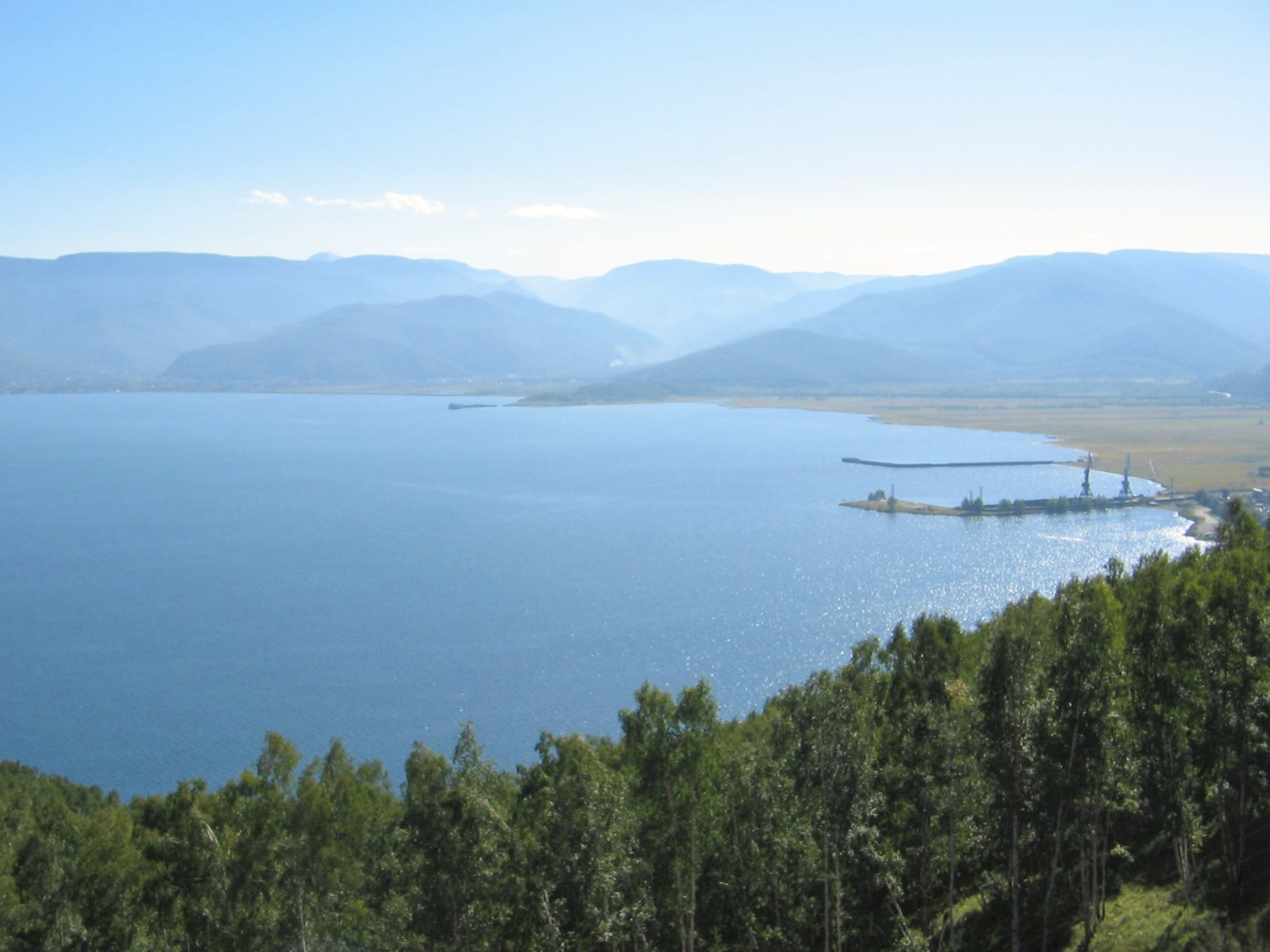
Lake Baikal

دریاچه بایکال دریاچه بایکال در مجاورت منطقه به عنوان «محل تخلیه زباله‌های سمی» شناخته می‌شود. اگر زباله‌ها در پایین دست ریخته شده و توسط آب شسته شده باشند، کوهنوردان ممکن است سموم موجود در آب را نوشیده و برخی از سموم ممکن است در گزارش سم‌شناسی استاندارد قابل مشاهده نبوده باشند.

### مسمومیت با قارچ
نظریه دیگری نشان می‌دهد که کوهنوردان ممکن است به دلیل مسمومیت با قارچ دچار توهم شده باشند. کوروینا همچنین به جستجوی قارچ سیلوسایبین معروف بود و این هنرجستجو را به شاگردانش نیز آموزش می‌داد. حتی یکی از کوهنوردان ممکن است به‌طور تصادفی قارچ‌های سمی را به صبحانه خود اضافه کرده باشد. در موارد بسیار نادر، مصرف بیش از حد مسکالین و اسید ایبوتنیک، که بیشتر در قارچ آگاریک رایج است (قهوه ای/قرمز/زرد با نقاط سفید در بالا، همچنین به عنوان قارچ ماریو/سانتا شناخته می‌شود) ممکن است باعث روان پریشی، تشنج، ایست قلبی شود و فرد را به کما برساند. قارچ‌های معروف به فرشته ویرانگر و قارچ کلاهک مرگ زمانی که کاملاً بالغ نشده باشند می‌توانند شبیه به سایر قارچ‌های خوراکی مانند قارچ‌های شلتوکی و دکمه ای باشند.